# 胡夏廷 (赫梅利尼茨基州)
胡夏廷（羅馬化：Husyatyn）是位於烏克蘭西部赫梅利尼茨基州的卡緬涅茨-波多利斯基區的村莊，始建於1559年，面積3.13平方公里，海拔高度278米，2022年人口900，人口密度每平方公里418.3人。